# Trophée NHK 1986
Navigation
Édition précédente Édition suivante
Le Trophée NHK (en anglais : NHK Trophy) est une compétition internationale de patinage artistique qui se déroule au Japon au cours de l'automne. Il accueille des patineurs amateurs de niveau senior dans quatre catégories: simple messieurs, simple dames, couple artistique et danse sur glace.
Le huitième Trophée NHK est organisé en 1986 au gymnase olympique de Yoyogi à Tokyo.

## Résultats

### Messieurs
| Rang    | Nom               | Pays             | Points | Prog. court | Prog. libre |
| ------- | ----------------- | ---------------- | ------ | ----------- | ----------- |
| 1       | Angelo D'Agostino | États-Unis       | 2.4    | 1           | 2           |
| 2       | Makoto Kano       | Japon            | 2.6    | 4           | 1           |
| 3       | Philippe Roncoli  | France           | 5.0    | 5           | 3           |
| 4       | Masaru Ogawa      | Japon            | 5.2    | 3           | 4           |
| 5       | Zhang Shubin      | Chine            | 7.4    | 6           | 5           |
| 6       | Scott Williams    | États-Unis       | 7.8    | 2           | 7           |
| 7       | Kurt Browning     | Canada           | 9.2    | 8           | 6           |
| 8       | Tatsuya Fujii     | Japon            | 10.8   | 7           | 8           |
| Abandon | Alexandre Fadeïev | Union soviétique |        | 9           |             |

### Dames
| Rang | Nom              | Pays               | Points | Prog. court | Prog. libre |
| ---- | ---------------- | ------------------ | ------ | ----------- | ----------- |
| 1    | Katarina Witt    | Allemagne de l'Est | 1.4    | 1           | 1           |
| 2    | Midori Ito       | Japon              | 2.8    | 2           | 2           |
| 3    | Juri Ozawa       | Japon              | 5.2    | 3           | 4           |
| 4    | Holly Cook       | États-Unis         | 5.4    | 6           | 3           |
| 5    | Yvonne Gomez     | États-Unis         | 6.6    | 4           | 5           |
| 6    | Yibing Jiang     | Chine              | 9.0    | 5           | 7           |
| 7    | Tamara Téglássy  | Hongrie            | 9.2    | 8           | 6           |
| 8    | Sachie Yuki      | Japon              | 10.8   | 7           | 8           |
| 9    | Željka Čižmešija | Yougoslavie        | 13.0   | 10          | 9           |
| 10   | Patricia Schmidt | Canada             | 13.6   | 9           | 10          |
| 11   | Sang-Ah Bang     | Corée du Sud       | 15.4   | 11          | 11          |

### Couples
| Rang | Nom                             | Pays             | Points | Prog. court | Prog. libre |
| ---- | ------------------------------- | ---------------- | ------ | ----------- | ----------- |
| 1    | Ielena Valova / Oleg Vassiliev  | Union soviétique | 1.4    | 1           | 1           |
| 2    | Jill Watson / Peter Oppegard    | États-Unis       | 2.8    | 2           | 2           |
| 3    | Natalie Seybold / Wayne Seybold | États-Unis       | 4.2    | 3           | 3           |
| 4    | Lenka Knapova / René Novotný    | Tchécoslovaquie  | 5.6    | 4           | 4           |
| 5    | Akiko Nogami / Yoich Yamazaki   | Japon            | 7.0    | 5           | 5           |

### Danse sur glace
| Rang | Nom                                   | Pays                 | Points | Danse originale | Danse libre |
| ---- | ------------------------------------- | -------------------- | ------ | --------------- | ----------- |
| 1    | Natalia Bestemianova / Andreï Boukine | Union soviétique     | 1.4    | 1               | 1           |
| 2    | Suzanne Semanick / Scott Gregory      | États-Unis           | 2.8    | 2               | 2           |
| 3    | Kathrin Beck / Christoff Beck         | Autriche             | 4.2    | 3               | 3           |
| 4    | Antonia Becherer / Ferdinand Becherer | Allemagne de l'Ouest | 5.6    | 4               | 4           |
| 5    | Klára Engi / Attila Tóth              | Hongrie              | 7.0    | 5               | 5           |
| 6    | Elizabeth Coates / Alan Abretti       | Royaume-Uni          | 8.4    | 6               | 6           |
| 7    | Tomoko Tanaka / Hiroyuki Suzuki       | Japon                | 9.8    | 7               | 7           |
| 8    | Jo-Anne Borlase / Scott Chalmers      | Canada               | 11.2   | 8               | 8           |
| 9    | Junko Ito / Hiroaki Tokita            | Japon                | 12.6   | 9               | 9           |
| 10   | Luyang Liu / Xiaolei Zhao             | Chine                | 14.0   | 10              | 10          |
| 11   | Kaoru Takino / Kenji Takino           | Japon                | 15.4   | 11              | 11          |

## Sources
- 1986 NHK Trophy sur wikipedia anglais
- (en) « The 1986 NHK Trophy Competition », sur skateguard1.blogspot.com